# Staatspferdezuchtanstalten
Die Staatspferdezuchtanstalten sorgten für die Ausstattung der österreichisch-ungarischen Streitkräfte mit den benötigten Reit- und Zugtieren, um den Staat in Bezug auf den Ankauf von Pferden für militärische Zwecke so weit als möglich unabhängig zu machen.

## Organisation
Das Personal der Institutionen wurde von Offizieren, Unteroffizieren und Mannschaften der k.k. Landwehr bzw. der k.u. Landwehr gestellt. Die k.u. Anstalten verfügten zusätzlich noch über sog. Ökonomie-Mannschaften im Status von Militär-Handwerkern. Es waren dies keine Soldaten, obwohl sie uniformiert waren und der militärischen Disziplinargewalt unterstanden.
Unter dem Oberbegriff Staatspferdezuchtanstalten wurden die einzelnen Staatsgestüte und Staatshengstdepots zusammengefasst.

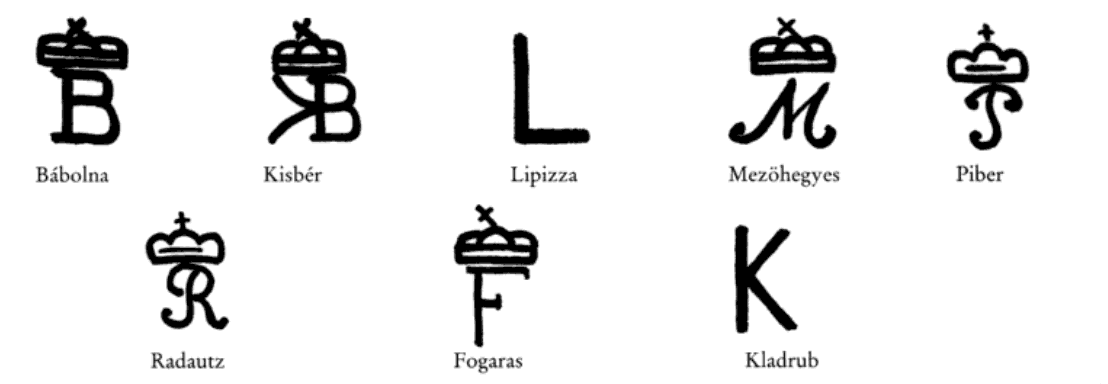
Die Gestütsbrände der österreichisch-ungarischen Staatsgestüte

- Die kaiserlich-königliche Pferdezuchtanstalten (in Cisleithanien)
  - mit den Staatsgestüten in: Lipizzanergestüt Piber (Steiermark), Gestüt Lipica, Nationalgestüt Kladruby nad Labem (Kladrub) und Gestüt Radautz (Bukowina),
  - ferner die k.k. Staatshengstdepots in Stadl bei Lambach, Graz, Göding, Písek und Drohowyze.

- Die königlich-ungarischen bzw. königlich kroatisch-slawonischen Pferdezuchtanstalten (in Transleithanien)
  - mit den kgl. Staatsgestüten in  Mezőhegyes, Kisbér, Bábolna und Fogaras,
  - die kgl. Ungarischen Staatshengstdepots in Stuhlweißenburg, Nagykőrös, Debreczin und Sepsi-Szent-György
- Das königlich-kroatische Staatshengstdepot in Agram

Die Pferdezuchtanstalten unterstanden verwaltungsmäßig und in allen Pferdezuchtangelegenheiten (nicht jedoch mit dem Personal) dem jeweiligen Ministerium für Ackerbau bzw. der kroatisch-slawonischen Landesregierung.
Die Rangbezeichnungen entsprachen der Kavallerie, der niedrigste Dienstgrad war Gestütssoldat.

## Uniformierung

### k.k. Gestütsbranche

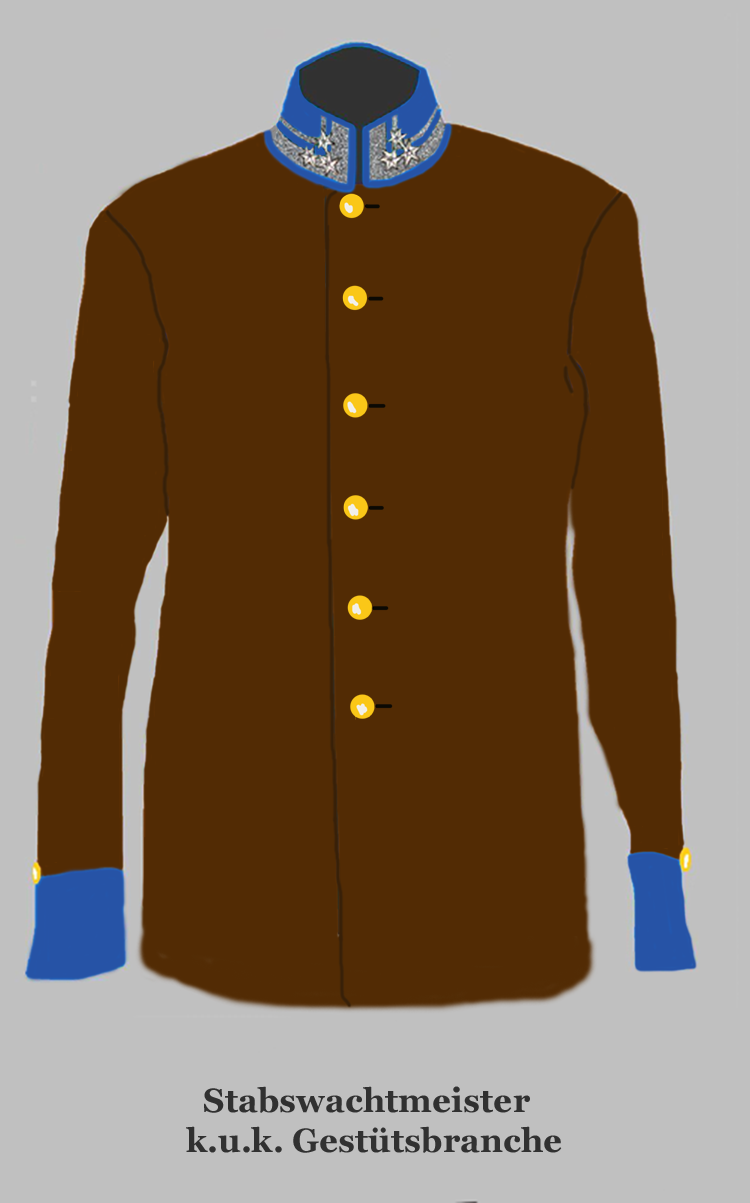
Paradewaffenrock k.k. Gestüts-Stabswachtmeister

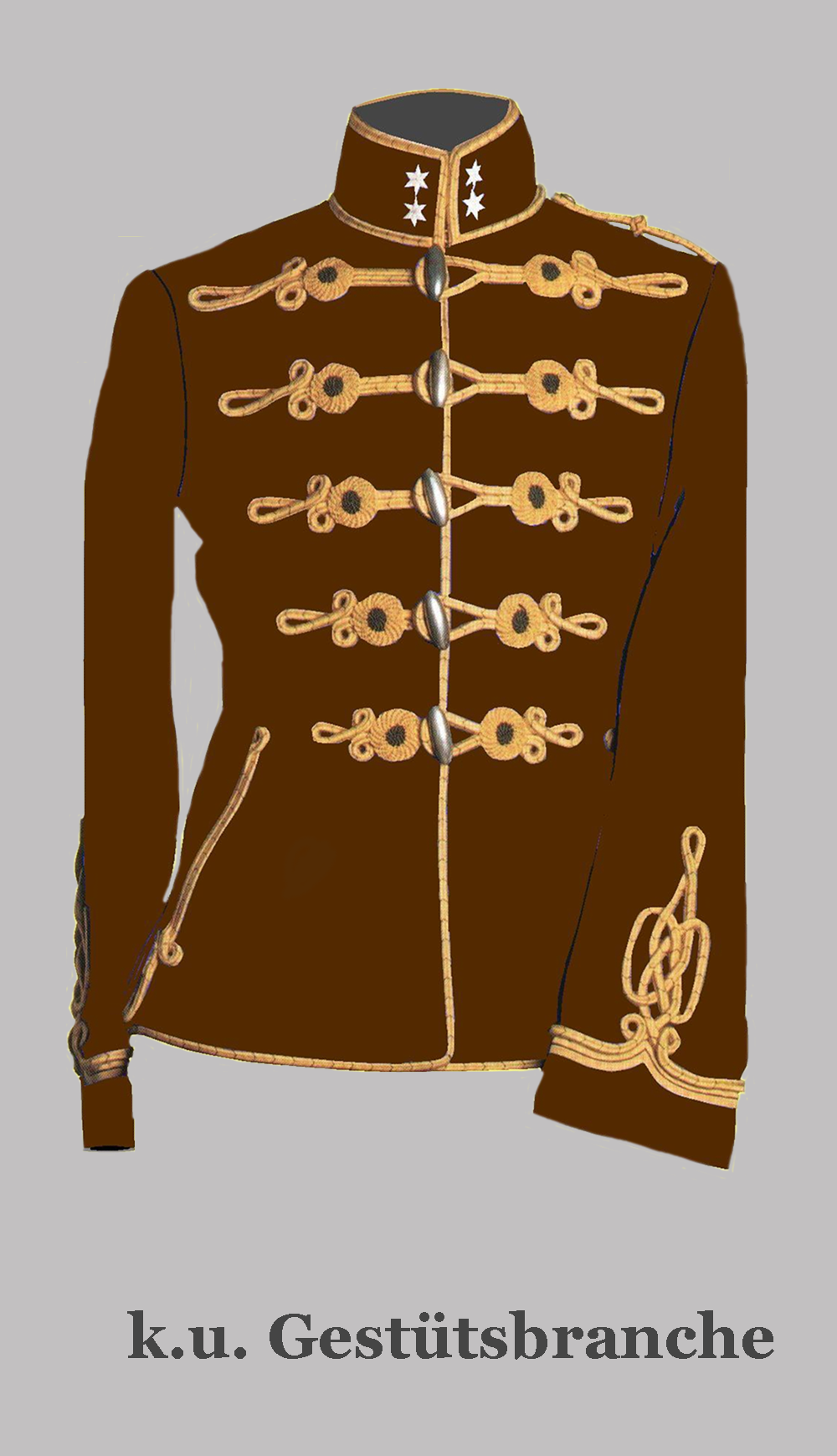
Attila zur Parade
k.u. Gestüts-Korporal

Zur Parade trugen die Mannschaften und Unteroffiziere eine lichtblaue Kappe wie die Offiziere, mit Röschen und Distinktionsborten von schwarz-gelber Wolle. Die Feldkappe war wie bei den Dragonern. Waffenrock und Bluse entsprachen der Traintruppe, jedoch mit gelben, glatten Knöpfen ohne Achselschlinge und lichtblauer Egalisierungsfarbe. Die übrige Bekleidung und Ausrüstung war analog der Dragoner.
Die Offiziere waren nach der gleichen Vorschrift uniformiert, jedoch trugen sie den Tschako und die Feldkappe der Infanterie.

### k.u. Gestütsbranche

#### Mannschaften und Offiziere
Zur Parade trugen diese den Tschako der Husaren mit krapproter Egalisierung; anstelle der Regimentsnummer befand sich hier ein Reichsadler auf dem Herzschild des Wappens. Die Feldkappe der Mannschaften und Unteroffiziere entsprach derjenigen der Dragoner, Offiziere jedoch trugen Infanterietschako und Feldkappe. Die Attilas nach dem Schnitt der Husaren waren von dunkelbrauner, die Oliven und Knöpfe waren von gelber Farbe. Alle anderen Uniform und Ausrüstungsdetails hielten sich an die Husaren.

#### Mannschaften der Ökonomie
Die Mannschaften der Ökonomie, mit der Bezeichnung „Tschikosch“  (Pferdehirt)  und  „Beresch“ (Knecht), trugen mattschwarze Filzhüte mit zwei Emblemen. Eins stellte einen aus Pakfong gefertigten Lorbeerkranz dar, in dessen Inneren sich der allerhöchste Namenszug (ungarisch FIJ – nicht FJI) befand. Das zweite Emblem bestand aus einem Messingschild mit dem Anfangsbuchstaben des Gestüts. Tschikosche und Beresche verwendeten als Waffenrock eine Jacke (auch Kanko oder Spenzer genannt) aus dunkelbraunem Stoff mit krapproter Egalisierung. Der Kanko wurde über der Brust mit fünf Messingoliven geschlossen. Die Schoßtaschen hatten unten eine doppelte Schweifung mit Passepoils. Die Ärmel waren mit nach oben spitzen Aufschlägen in Egalisierungsfarbe versehen. Tschikosche trugen Westen mit Stehkragen und Stiefelhosen in Krapprot, die Bereschen hatten die gleichen Westen und Hosen, jedoch in Blaugrau. Es war erlaubt einen schwarzen Schal aus Schafwolle zu tragen. Dieser musste 159 cm lang und an beiden Enden mit 13 cm langen Fransen ausgestattet sein.